# Batman XXX: A Porn Parody
Batman XXX: A Porn Parody es una película de comedia pornográfica de superhéroes de 2010 que parodia la serie de televisión Batman de la década de 1960. Presenta muchos de los personajes recurrentes, escenarios y elementos de producción de la serie, pero agrega un elemento explícitamente sexual que no estaba presente en el material original. La película es la primera de varias películas de Vivid Entertainment en presentar parodias de representaciones bien conocidas de superhéroes en películas y televisión. La reacción positiva a la película hizo que Vivid anunciara planes para una línea completa de películas similares.